# 高安上富戰鬥
高安上富戰鬥發生於1939年9月13日－10月14日，地點則是在中國贛北一帶（今高安市、奉新县与靖安县相关地带）。是抗日戰爭主要戰鬥之一，交戰一方為守軍之國民革命軍，另一方則為日軍。